# Szélesszájú orrszarvú

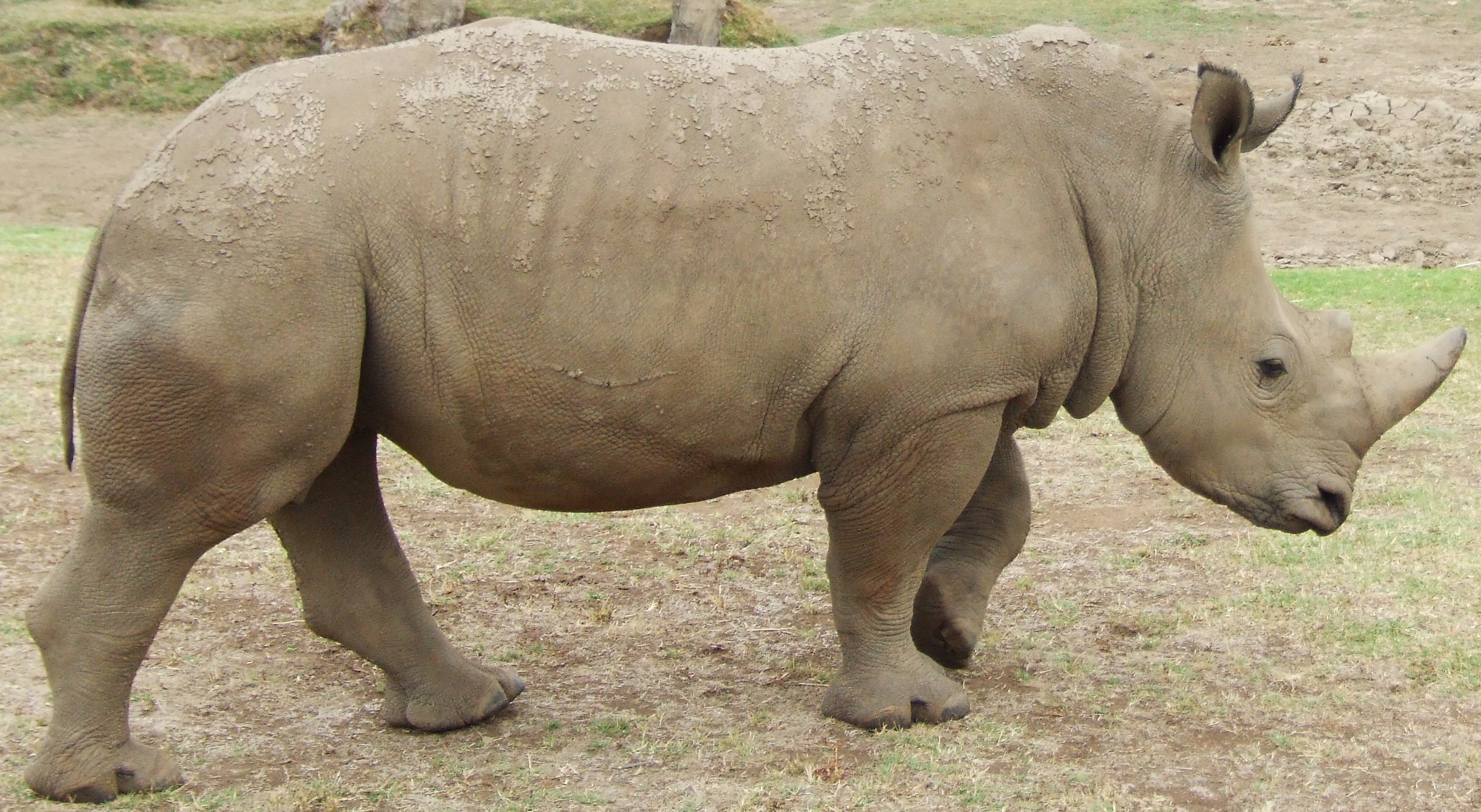

A szélesszájú orrszarvú (Ceratotherium simum) vagy ahogy gyakran egy hibás fordítás miatt említik: fehér orrszarvú, az emlősök (Mammalia) osztályának páratlanujjú patások (Perissodactyla) rendjébe, ezen belül az orrszarvúfélék (Rhinocerotidae) családjába tartozó faj. Becslések szerint körülbelül 16 803 egyedből áll a szélesszájú orrszarvúk populációja. Északi alfajának (Ceratotherium simum cottoni) utolsó hím példánya, a Sudan nevű, 45 éves állat 2018. március 19-én pusztult el a kenyai Ol Pejeta vadvédelmi területen.

## Előfordulása
Hajdan két nagy összefüggő területen élt, északon Dél-Csádtól Kelet-Afrikáig, délen Délkelet-Angolától Mozambikig, illetve a Dél-afrikai Köztársaság északi részéig. Ma már északon a kipusztulás szélén áll, míg délen az elterjedési területe erősen feldarabolódott, jóformán csak nemzeti parkokban él. A nyílt szavannákat, bozótos területeket és a víz közelségét kedveli.

## Megjelenése

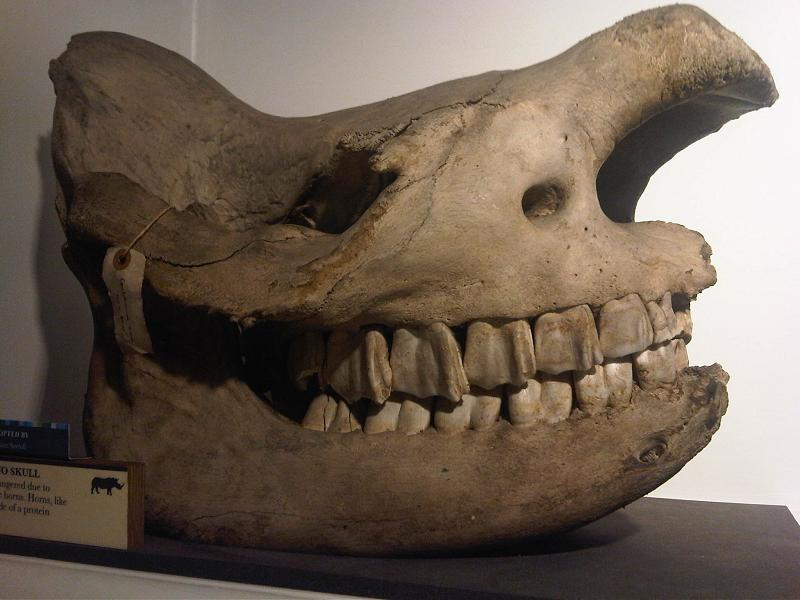
Szélesszájú orrszarvú koponya a londoni Grant Museum of Zoology-ban

Az elefántok után a második legnagyobb szárazföldi állat. Egy kifejlett fehér orrszarvú hossza 335–365 centiméter nőstényeknél és 370–400 centiméter hímeknél, marmagassága pedig 160–177 centiméter nőstényeknél és 170–186 centiméter hímeknél. Tömege átlagosan 1600–1700 kilogramm nőstényeknél és 2000–2300 kilogramm hímeknél. Az öregebb hímek ennél jóval nagyobbra is megnőhetnek, tömegük elérheti a 3600 kilogrammot.
Bőre az elefántéhoz hasonlóan igen vastag, csupasz, kissé redőzött, szürkés vagy vöröses színű.
Magyar nevét a fűfélék legeléséhez alkalmazkodott széles szája nyomán kapta. A két hatalmas orrszarva közül az első akár 166 centiméteres is lehet, de csak a nőstényeknél (átlagosan mintegy 60 centiméter).
A két afrikai faj, a szélesszájú orrszarvú (Ceratotherium simum) és a keskenyszájú orrszarvú (Diceros bicornis) közkeletű elnevezései – fehér és fekete – nyelvi tévedésen alapulnak. Mindkettő egyedei a szürkés, esetleg vörösesbarna különböző árnyalatait „viselik”, túlnyomórészt az élőhelyükön lévő talaj színe függvényében, ahonnan magukra szedik a port vagy sarat. A dél-afrikai búr telepesek holland nyelven „széles”-nek (wijd) nevezték a szélesszájúakat, amit az angol telepesek fehérnek (white) értelmeztek. A keskenyszájú fajta megkülönböztetésképpen kapta a fekete nevet. (A szélesszájú inkább a füvet legeli, a keskenyszájú főleg a bokrokról szedi össze táplálékát.) Érdekes, hogy a búroknak a holland nyelvből kialakult mai afrikaans nyelvébe is bekerült ez e téves megkülönböztetés, és már ők is elsősorban fehérnek (wit) és feketének (swart) nevezik a két fajt.

## Alfajai
- Ceratotherium simum simum (Burchell, 1817) – Déli szélesszájú orrszarvú, Afrika déli részének szavannáin él a következő országokban: Angola, Namíbia, Botswana, Mozambik, Dél-afrikai Köztársaság, Lesotho, Szváziföld és Zimbabwe. Korábban a kipusztulás veszélye fenyegette, de az aktív természetvédelemnek hála mára gyakoribbá lett. Ez az egyetlen orrszarvú alfaj, amelyik a "sebezhető" kategóriánál enyhébb besorolást kapott a Vörös listán. Jelenleg mintegy 16 803 egyedre tehető a számuk, így több él belőlük, mint az összes többi orrszarvúfajból együttvéve. A legtöbb egyedük a Dél-afrikai Köztársaság területén él.

- Ceratotherium simum cottoni, (Lydekker, 1908) – Északi szélesszájú orrszarvú, Közép- és Kelet-Afrika szavannáin élt egykor, a Kongói Demokratikus Köztársaság, Uganda, Csád és Dél-Szudán területén. Nevét Powell-Cotton őrnagy után kapta, aki felfedezte 1900-ban. Az orrszarva miatt folytatott kegyetlen irtóhadjárat miatt a Természetvédelmi Világszövetség (IUCN) a "kihalástól közvetlenül veszélyeztetett" kategóriába sorolta. Valószínűleg vadon teljesen kihalt, az 1970-es években még 500, a 2000-es években már csak 30 egyede élt. Az utolsó vadon élő állatokat, amelyek a Kongói Demokratikus Köztársaságban található Garamba Nemzeti Parkban éltek, 2006 és 2008 között lőtték ki. Fogságban a 20. század második felében folyamatosan 10 körüli, a 2015-ös évben már csak 5 egyede élt, ebből 2018-ra mindössze három maradt, egy hím (Sudan) és két nőstény (Najin és Fatu), melyek a kenyai Ol Pejeta rezervátumban éltek. 2018. március 19-én Sudant, az alfaj utolsó hím példányát idős korára és erősen leromlott állapotára való tekintettel elaltatták.[2] A berlini Leibnitz Zoológiai Kutatóintézetnek sikerült először mesterségesen megtermékenyített embriót beültetni egy nőstény orrszarvúba a lengyelországi Chorzów állatkertjében, reményt adva az alfaj megmentésére.[10]

A filogenetikai vizsgálatok megerősítik azt a hipotézist, miszerint az északi szélesszájú orrszarvú egy különálló faj, mintsem alfaj. Így a tudományos névre a Ceratotherium cottoni lenne a helytálló. Az erős morfológiai és genetikai eltérések azt sugallják, hogy a két faj fejlődése legalább 1 millió éve szétvált egymástól. Habár a vizsgálat eredménye széleskörben még nem elfogadott a tudományos körökben.

## Életmódja

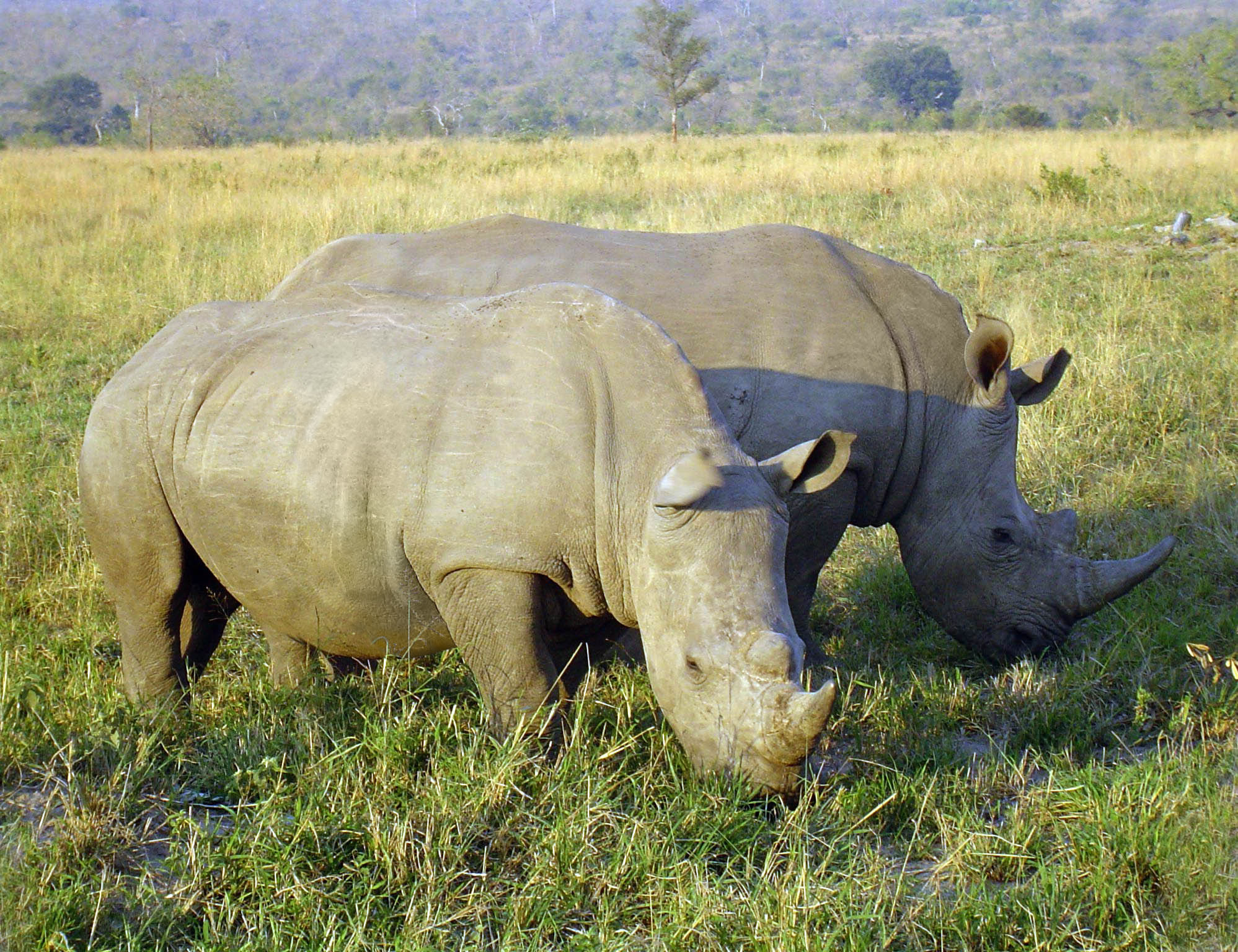

Hallása és szaglása kitűnő, látása viszont annál gyengébb. A nyílt szavannákat, bozótos területeket és a víz közelségét kedveli. Elsősorban fűfélékkel, kisebb részben levelekkel és gyümölcsökkel táplálkozik.
Az orrszarvúak között a leginkább társaságkedvelő faj. A tehenek borjaikkal kisebb csoportokban élnek. A magányosan élő domináns bikák folyamatosan őrzik az általuk ürülékükkel és vizeletükkel gondosan jelölt területüket, minden betolakodó hímmel felveszik a harcot. Más fajokkal szemben viszont rendkívül toleránsak (ebben is egyedülállóak az orrszarvúak között), egyes leírások szerint még vadon is megközelítheti őket az ember, amely megmagyarázza, miért tudják olyan könnyen elejteni őket az orvvadászok.

## Szaporodása

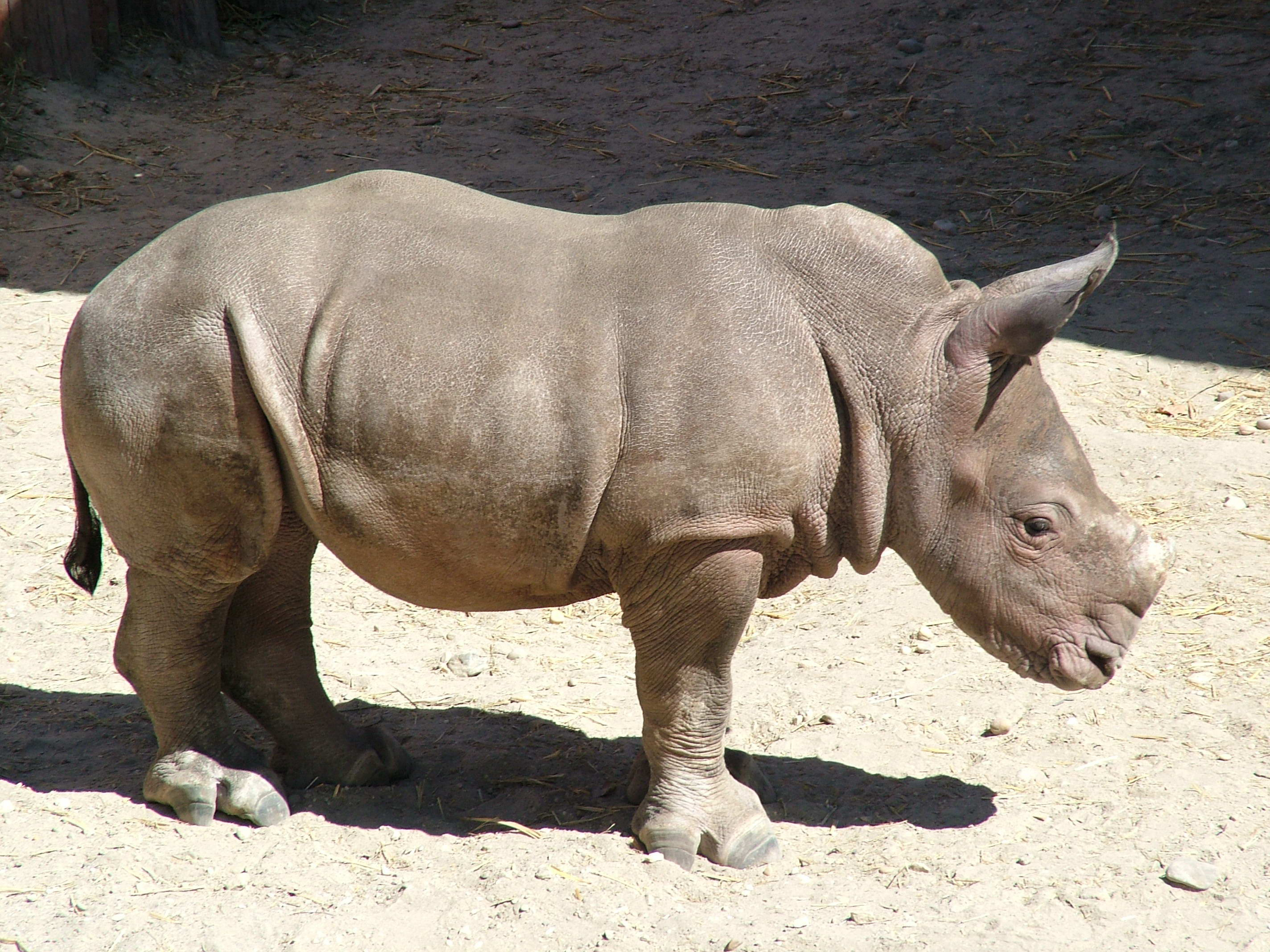
Layla, az első mesterséges megtermékenyítés során született orrszarvúborjú

A domináns bika előjoga a párzás a területén élő tehenekkel. 1–3 hétig udvarol a nősténynek, aki a párzás után elhagyja a hím territóriumát. 16 hónapnyi vemhesség után jön világra a körülbelül 65 kilogrammos csöppség, amely már újszülötten is nagyon aktív. A borjakat 1-2 év után választja el anyjuk, majd 2–3 év múlva válnak önállóvá. Az ivarérettségüket a nőstények 6, a hímek 10–12 éves korukban érik el. Állatkertben akár 40–50 évig is élhetnek.

## Állatkertekben

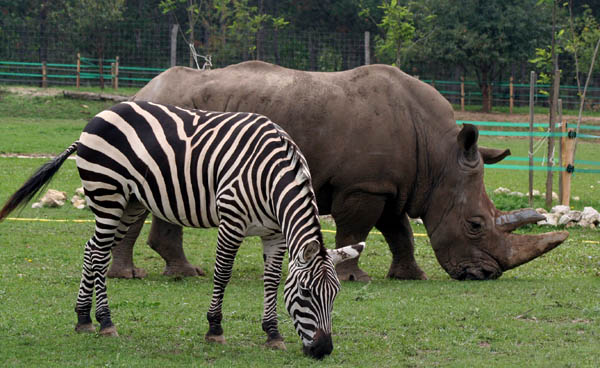
Pabló, a szélesszájú orrszarvú és egy zebra a Veszprémi Állatkertben

Állatkertekben nem számít ritkának ez a faj, ez a leggyakoribb, fogságban tartott orrszarvú, annak ellenére, hogy nagyon rosszak a szaporítási eredményei, főleg ott, ahol csak párban tartják. A tapasztalatok szerint nagyobb, minimum 4–5 fős csapatokban már eredményesen szaporodik. Azonban a szélesszájú orrszarvú állatkerti kuriózum, a világ állatkertjei közül viszonylag kevés mondhatja el, hogy orrszarvúakat gondoz.
Magyarországon három állatkertben lehet szélesszájú orrszarvúval találkozni:
A Budapesti Állatkertben egy bika (Zafriel) és két tehén (Lulu és Layla) él.
A Nyíregyházi Állatparkban egy fiatal hím egyed és egy szintén fiatal, egyenesen a Dél-afrikai Köztársaságból származó nőstény él.
A Veszprémi Állatkertbe 2007 nyarán költözött be egy idős hím (Pabló), mely korábban a mára már bezárt ausztriai Gänserndorfi Szafaripark egyik legnagyobb látványossága volt. 2010 tavaszán Pablo családot kapott, az akkor másfél esztendős Naruna, és anyja, Rebecca személyében. 2014-ben a Veszprémi Állatkert újabb orrszarvúbikával gazdagodott, ekkor érkezett Rafiki, a fiatal bika Hollandiából. 2017-ben egy orrszarvútehén érkezett, szintén Hollandiából, aki a Makoubu névre hallgat. 2020. február 14-én nagy öröm érte a Veszprémi Állatkert dolgozóit és látogatóit, ugyanis orrszarvúborjú született az állatkertben. Ő az első, természetes úton fogant szélesszájú orrszarvúborjú Magyarországon.

### Az első mesterséges megtermékenyítéssel született orrszarvúak
A Budapesti Állatkertben a 2007-es év elején született meg a Layla nevű nőstény borjú, ő az első, mesterséges megtermékenyítés által létrejött orrszarvú-borjú a világon. Mivel szülei (Easy Boy és Lulu) már több mint húsz éve együtt éltek, de párzás sosem történt közöttük, ezért döntöttek az Állatkert szakemberei a mesterséges megtermékenyítés mellett. Laylát az anyja nem gondozta, az Állatkert munkatársai nevelték fel. A Lisimba nevű bikaborjú 2008. szeptember 22-én született. A világra jött borjú az első olyan orrszarvú a világon, amelyik fagyasztva tartósított hímivarsejtek felhasználásával, mesterséges úton fogant. Az anyaállat második borjáról már példás anyaként gondoskodott.

## Képek

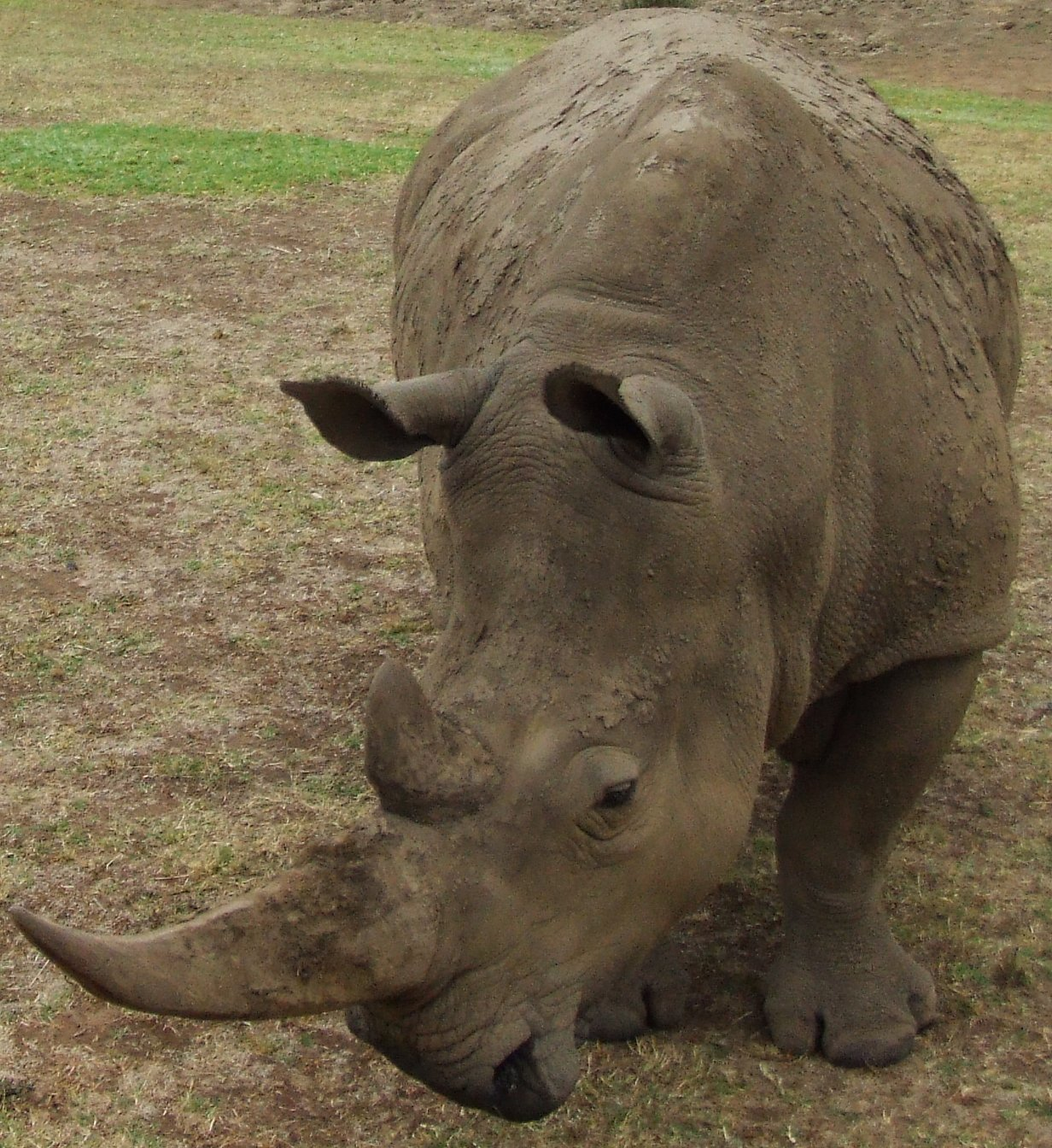
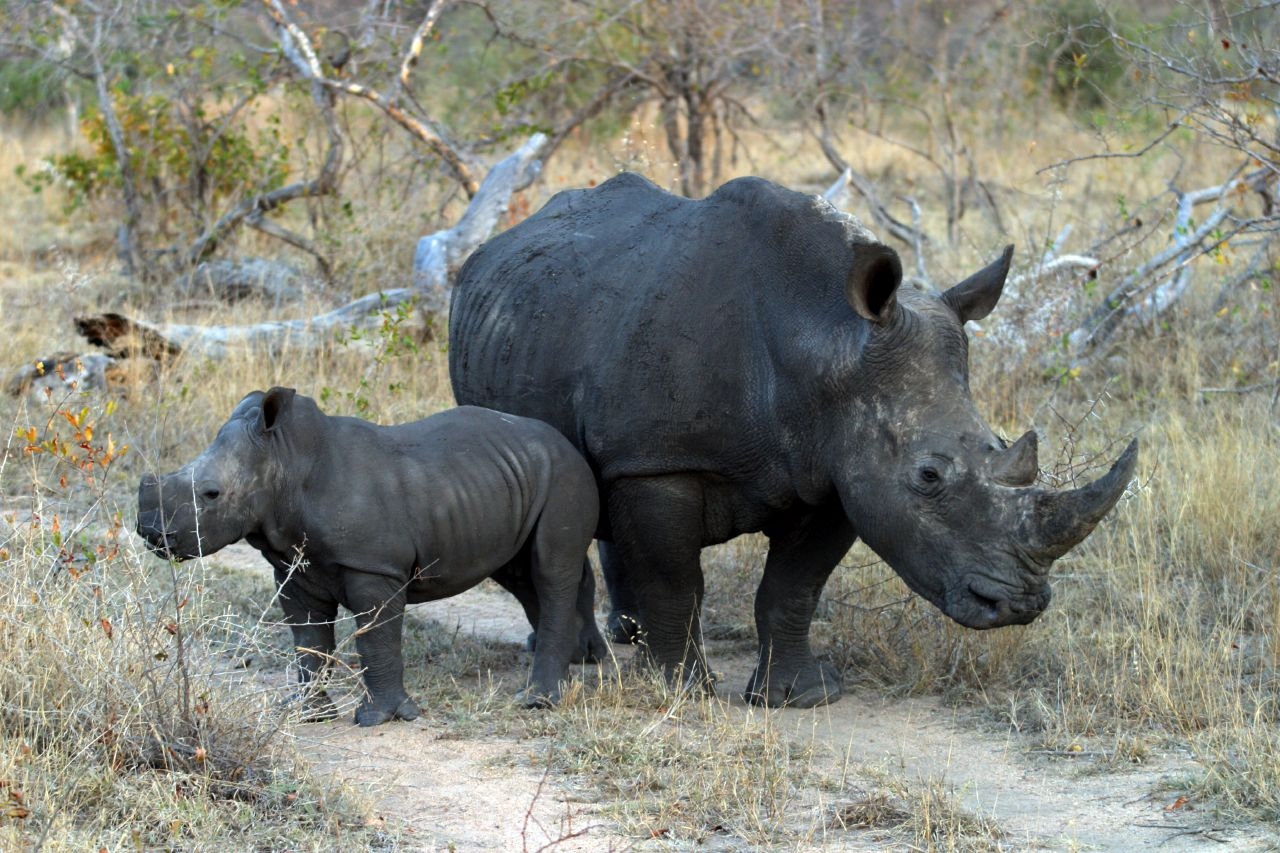
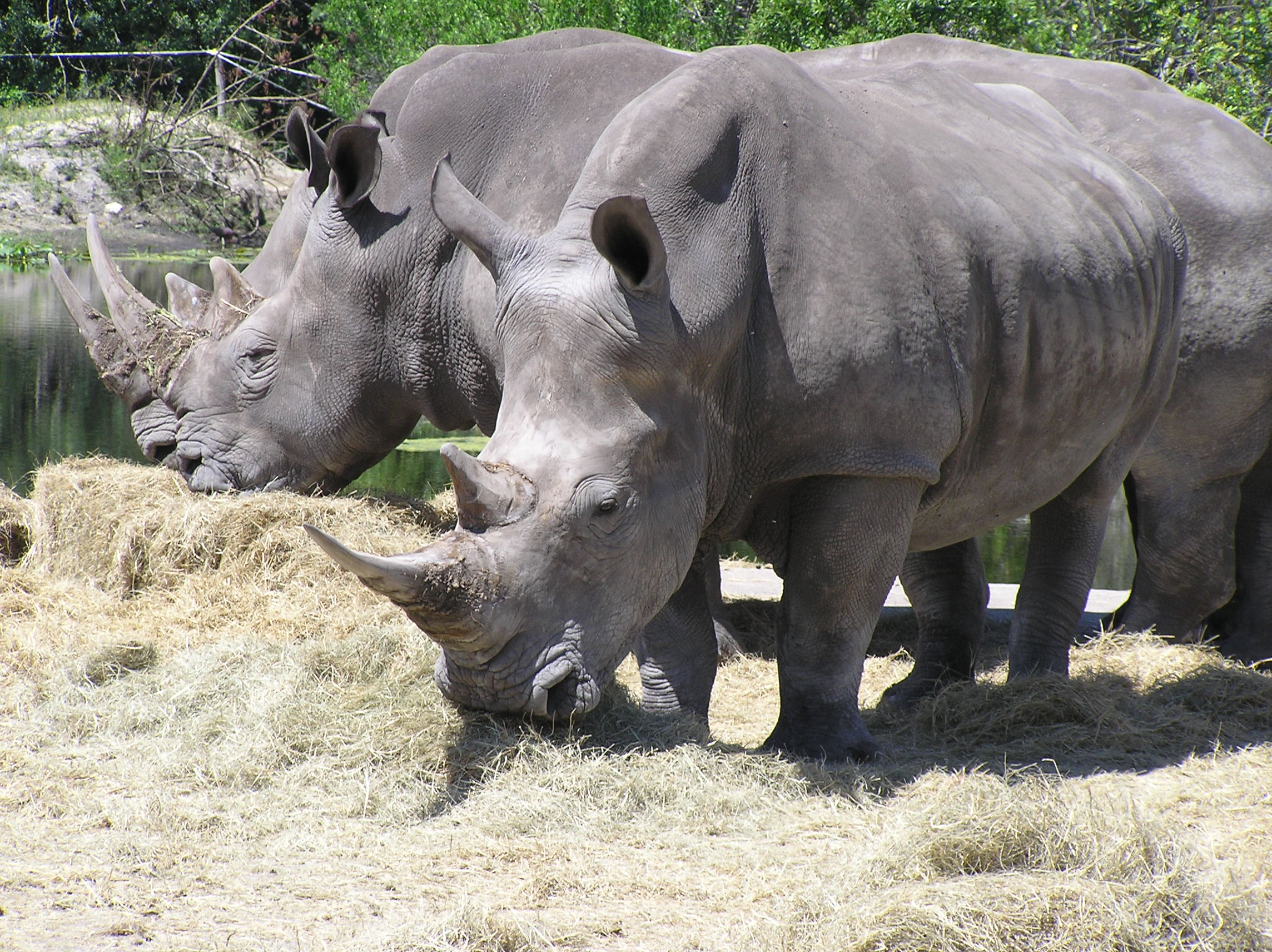
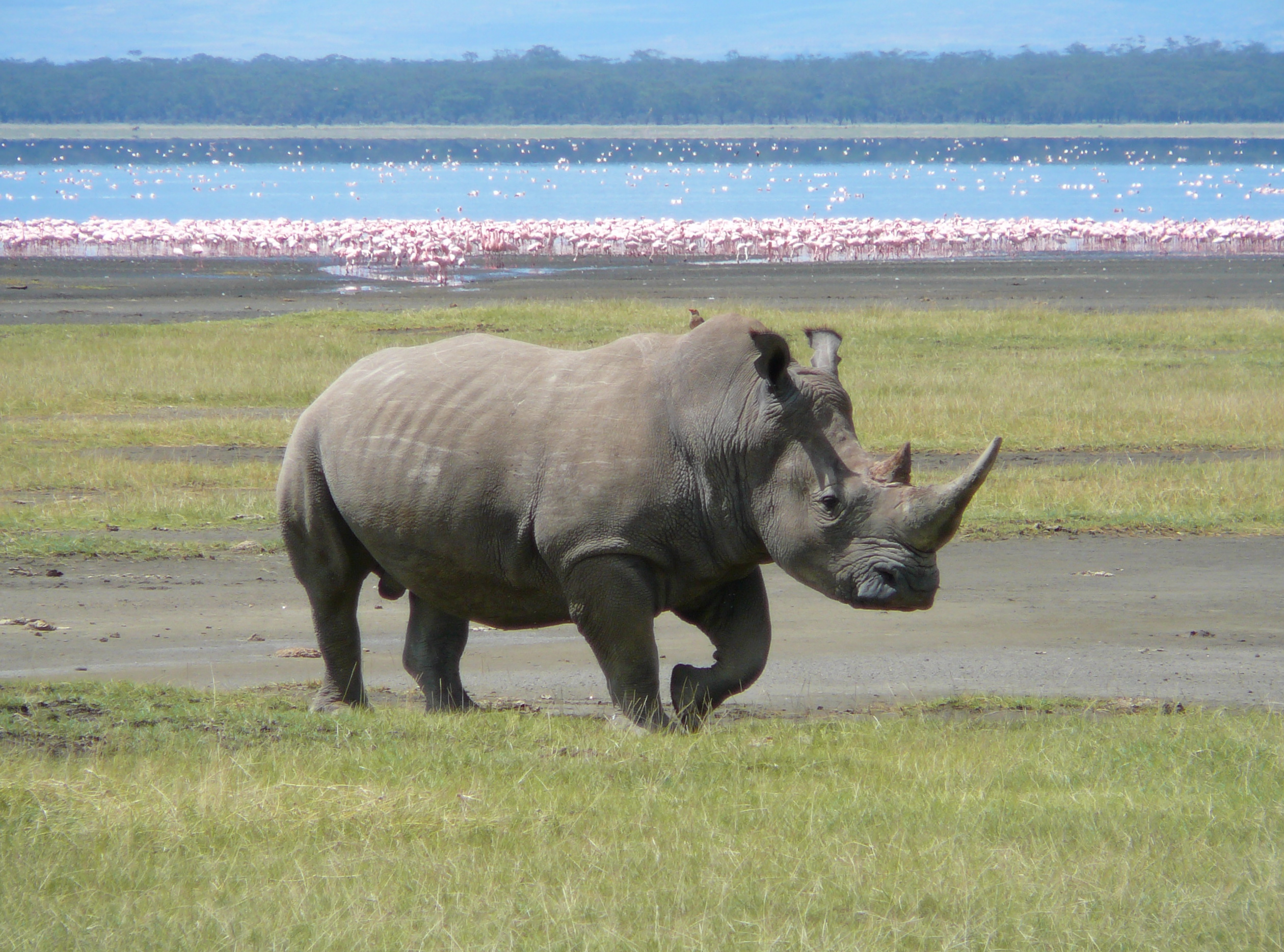
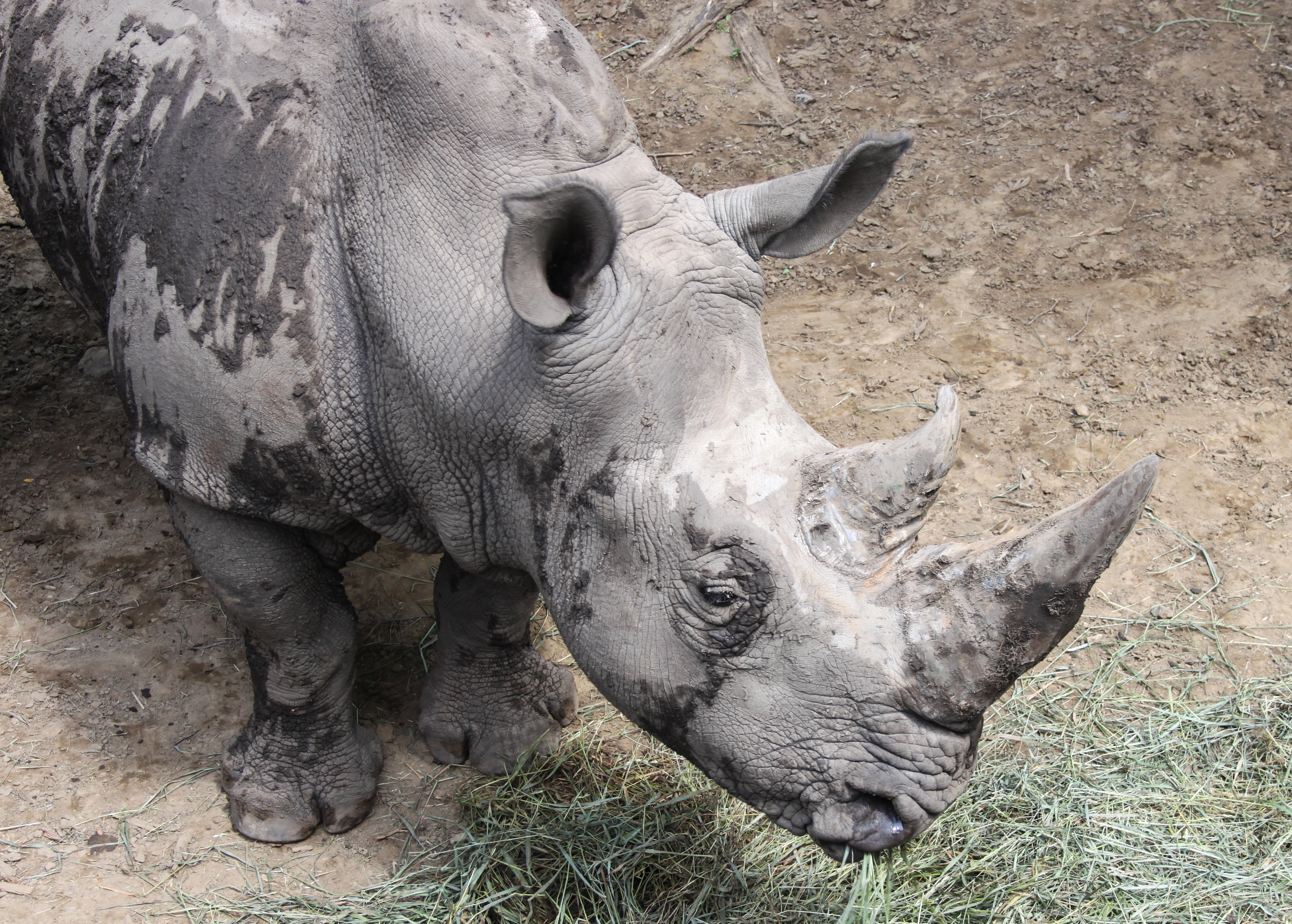
Szélesszájú orrszarvú Nyíregyházán